# Torneo WTA de Japón
El Torneo WTA de Japón o Kinoshita Group Japan Open Tennis Championships 2023 es un torneo profesional femenino de tenis jugado sobre pista dura. Desde su inicio hasta el 2014 se jugó en el Utsubo Tennis Center en Osaka, Japón y era conocido como Torneo de Osaka. Su segunda sede fue la ciudad de Tokio donde el torneo se disputó durante el 2015 y 2017. A partir de 2018, el torneo se disputa en Hiroshima. En 2023 regresó a Osaka.
El evento está afiliado a la WTA, dentro de la categoría WTA 250. Es el segundo torneo de la temporada en Japón, después del Toray Pan Pacific Open.

## Campeonas

### Individual
| Años          | Campeona            | Finalista           | Resultado        |
| ------------- | ------------------- | ------------------- | ---------------- |
| En Osaka:     |                     |                     |                  |
| 2009          | Samantha Stosur     | Francesca Schiavone | 7-5, 6-1         |
| 2010          | Tamarine Tanasugarn | Kimiko Date         | 7-5, 6-7(4), 6-1 |
| 2011          | Marion Bartoli      | Samantha Stosur     | 6-3, 6-1         |
| 2012          | Heather Watson      | Kai-Chen Chang      | 7-5, 5-7, 7-6(4) |
| 2013          | Samantha Stosur     | Eugénie Bouchard    | 3-6, 7-5, 6-2    |
| 2014          | Samantha Stosur     | Zarina Diyas        | 7-6(7), 6-3      |
| En Tokio:     |                     |                     |                  |
| 2015          | Yanina Wickmayer    | Magda Linette       | 4-6, 6-3, 6-3    |
| 2016          | Christina McHale    | Kateřina Siniaková  | 3-6, 6-4, 6-4    |
| 2017          | Zarina Diyas        | Miyu Kato           | 6-2, 7-5         |
| En Hiroshima: |                     |                     |                  |
| 2018          | Su-Wei Hsieh        | Amanda Anisimova    | 6-2, 6-2         |
| 2019          | Nao Hibino          | Misaki Doi          | 6-3, 6-2         |
| En Osaka:     |                     |                     |                  |
| 2023          | Ashlyn Krueger      | Zhu Lin             | 6-3, 7-6(6)      |

### Dobles
| Años          | Campeonas                           | Finalistas                        | Resultado        |
| ------------- | ----------------------------------- | --------------------------------- | ---------------- |
| En Osaka:     |                                     |                                   |                  |
| 2009          | Chia-Jung Chuang Lisa Raymond       | Chanelle Scheepers Abigail Spears | 6-2, 6-4         |
| 2010          | Kai-Chen Chang Lilia Osterloh       | Shuko Aoyama Rika Fujiwara        | 6-0, 6-3         |
| 2011          | Kimiko Date Shuai Zhang             | Vania King Yaroslava Shvédova     | 7-5, 3-6, [11-9] |
| 2012          | Raquel Kops-Jones Abigail Spears    | Kimiko Date-Krumm Heather Watson  | 6-1, 6-4         |
| 2013          | Kristina Mladenovic Flavia Pennetta | Samantha Stosur Shuai Zhang       | 6-4, 6-3         |
| 2014          | Shuko Aoyama Renata Voráčová        | Lara Arruabarrena Tatjana Maria   | 6-1, 6-2         |
| En Tokio:     |                                     |                                   |                  |
| 2015          | Hao-Ching Chan Yung-Jan Chan        | Misaki Doi Kurumi Nara            | 6-1, 6-2         |
| 2016          | Shuko Aoyama Makoto Ninomiya        | Jocelyn Rae Anna Smith            | 6-3, 6-3         |
| 2017          | Shuko Aoyama Zhaoxuan Yang          | Monique Adamczak Storm Sanders    | 6-0, 2-6, [10-5] |
| En Hiroshima: |                                     |                                   |                  |
| 2018          | Eri Hozumi Shuai Zhang              | Miyu Kato Makoto Ninomiya         | 6-2, 6-4         |
| 2019          | Misaki Doi Nao Hibino               | Christina McHale Valeria Savinykh | 3-6, 6-4, [10-4] |
| En Osaka:     |                                     |                                   |                  |
| 2023          | Anna-Lena Friedsam Nadiia Kichenok  | Anna Kalinskaya Yulia Putintseva  | 7-6(6), 6-3      |